# Nemanja Maksimović
Nemanja Maksimović (in serbo Немања Максимовић?; Belgrado, 26 gennaio 1995) è un calciatore serbo, centrocampista dello Shabab Al-Ahli e della nazionale serba.

## Biografia
È sposato con Kristina Milic.

## Caratteristiche tecniche
È un trequartista molto forte fisicamente, e dotato di buona tecnica. Il suo piede forte è il destro, durante le azioni da gol si affida prevalentemente al senso della posizione e al suo buon atletismo, che gli sono fondamentali nell'usare il colpo di testa che è tra le sue modalità di tiro preferite. Difetta però nell'imporsi in attacco, specialmente nelle azioni di movimento.

## Carriera

### Club

#### Domžale e Astana
La sua carriera nel professionismo inizia nel 2013 con il club sloveno del Domžale, il 4 ottobre 2014 segna la sua prima rete nella sconfitta per 3-1 contro il DNŠ Zavrč, è autore del gol del 3-0 battendo il Radomlje. Nella Coppa di Slovenia segna una rete nella vittoria per 3-1 contro l'Olimpija Ljubljana. Si trasferisce in Kazakistan giocando per l'Astana, vince la Qazaqstan Prem'er Ligasy, segna la rete del 3-0 sconfiggendo l'Ertis, è autore di un gol battendo per 2-1 il Shakhter Karagandy, un'altra rete la segna vincendo per 4-3 contro il Qairat, realizza inoltre il gol del 2-1 sconfiggendo il Jetisu Taldykorgan. Vince anche l'edizione 2016 del campionato, segna il gol del 1-0 battendo sia il Kairat che FK Aktobe, segna una rete nella vittoria per 2-1 contro il Tobol.

#### Valencia e Gatafe
Nel 2017 inizia a giocare con la squadra del Valencia, durante questa esperienza segna un solo gol, battendo per 4-0 il Las Palmas nella Coppa del Re. In seguito gioca con il Gatafe, il 18 maggio 2019 segna la sua prima rete pareggiando per 2-2 contro il Villareal. Nella stagione 2019-2020 del campionato spagnolo segna due reti, la prima con il gol del 2-1 sconfiggendo la Real Sociedad e la seconda contro il Maiorca infatti il gol di Maksimović permette di conquistare la vittoria su 1-0.

### Nazionale
Convocato per i Mondiali Under-20 2015, segna una rete battendo per 2-0 il Messico, inoltre durante la finale segna la rete del 2-1 contro il Brasile al 118', che consegna per la prima volta nella storia il titolo ai serbi.
Il 23 marzo 2025 realizza la sua prima rete con la massima selezione serba nella sfida vinta per 2-0 contro l'Austria.

## Statistiche

### Presenze e reti nei club
Statistiche aggiornate al 17 agosto 2025.
| Stagione             | Squadra              | Campionato           | Campionato | Campionato | Coppe nazionali | Coppe nazionali | Coppe nazionali | Coppe continentali | Coppe continentali | Coppe continentali | Altre coppe | Altre coppe | Altre coppe | Totale | Totale |
| Stagione             | Squadra              | Comp                 | Pres       | Reti       | Comp            | Pres            | Reti            | Comp               | Pres               | Reti               | Comp        | Pres        | Reti        | Pres   | Reti   |
| -------------------- | -------------------- | -------------------- | ---------- | ---------- | --------------- | --------------- | --------------- | ------------------ | ------------------ | ------------------ | ----------- | ----------- | ----------- | ------ | ------ |
| 2013-2014            | Domžale              | 1. SNL               | 11         | 0          | CS              | 0               | 0               | -                  | -                  | -                  | -           | -           | -           | 11     | 0      |
| 2014-2015            | Domžale              | 1. SNL               | 16         | 3          | CS              | 3               | 1               | -                  | -                  | -                  | -           | -           | -           | 19     | 4      |
| Totale Domzale       | Totale Domzale       | Totale Domzale       | 27         | 3          |                 | 3               | 1               |                    | -                  | -                  |             | -           | -           | 30     | 4      |
| 2015                 | Astana               | QPL                  | 15+8       | 5+1        | QK              | 3               | 0               | UCL                | 11                 | 1                  | QS          | 1           | 0           | 38     | 7      |
| 2016                 | Astana               | QPL                  | 22+9       | 3          | QK              | 1               | 0               | UCL+UEL            | 3+7                | 0+2                | QS          | 1           | 0           | 43     | 5      |
| Totale Astana        | Totale Astana        | Totale Astana        | 37+17      | 8+1        |                 | 4               | 0               |                    | 21                 | 3                  |             | 2           | 0           | 81     | 12     |
| 2017-2018            | Valencia             | PD                   | 15         | 0          | CR              | 6               | 1               | -                  | -                  | -                  | -           | -           | -           | 21     | 1      |
| 2018-2019            | Getafe               | PD                   | 36         | 1          | CR              | 4               | 0               | -                  | -                  | -                  | -           | -           | -           | 40     | 1      |
| 2019-2020            | Getafe               | PD                   | 35         | 2          | CR              | 1               | 0               | UEL                | 7                  | 0                  | -           | -           | -           | 43     | 2      |
| 2020-2021            | Getafe               | PD                   | 35         | 1          | CR              | 0               | 0               | -                  | -                  | -                  | -           | -           | -           | 35     | 1      |
| 2021-2022            | Getafe               | PD                   | 35         | 1          | CR              | 0               | 0               | -                  | -                  | -                  | -           | -           | -           | 35     | 1      |
| 2022-2023            | Getafe               | PD                   | 29         | 0          | CR              | 0               | 0               | -                  | -                  | -                  | -           | -           | -           | 29     | 0      |
| 2023-2024            | Getafe               | PD                   | 37         | 4          | CR              | 3               | 0               | -                  | -                  | -                  | -           | -           | -           | 40     | 4      |
| Totale Getafe        | Totale Getafe        | Totale Getafe        | 207        | 9          |                 | 8               | 0               |                    | 7                  | 0                  |             | -           | -           | 222    | 9      |
| 2024-2025            | Panathīnaïkos        | SLE                  | 21+6       | 2+1        | CG              | 4               | 0               | UEL+UECL           | 4+11               | 0+1                | -           | -           | -           | 46     | 4      |
| ago. 2025            | Panathīnaïkos        | SLE                  | 0          | 0          | CG              | 0               | 0               | UCL+UEL            | 2+2                | 0+0                | -           | -           | -           | 4      | 0      |
| Totale Panathīnaïkos | Totale Panathīnaïkos | Totale Panathīnaïkos | 27         | 3          |                 | 4               | 0               |                    | 19                 | 1                  |             | -           | -           | 50     | 4      |
| 2025-2026            | Shabab Al-Ahli       | PL                   | -          | -          | PC+CdL          | -               | -               | ACL                | -                  | -                  | SUAE        | -           | -           | -      | -      |
| Totale carriera      | Totale carriera      | Totale carriera      | 330        | 24         |                 | 25              | 2               |                    | 43                 | 4                  |             | 2           | 0           | 406    | 30     |

### Cronologia presenze e reti in nazionale
| Cronologia completa delle presenze e delle reti in nazionale ― Serbia | Cronologia completa delle presenze e delle reti in nazionale ― Serbia | Cronologia completa delle presenze e delle reti in nazionale ― Serbia | Cronologia completa delle presenze e delle reti in nazionale ― Serbia | Cronologia completa delle presenze e delle reti in nazionale ― Serbia | Cronologia completa delle presenze e delle reti in nazionale ― Serbia | Cronologia completa delle presenze e delle reti in nazionale ― Serbia | Cronologia completa delle presenze e delle reti in nazionale ― Serbia |
| Data                                                                  | Città                                                                 | In casa                                                               | Risultato                                                             | Ospiti                                                                | Competizione                                                          | Reti                                                                  | Note                                                                  |
| --------------------------------------------------------------------- | --------------------------------------------------------------------- | --------------------------------------------------------------------- | --------------------------------------------------------------------- | --------------------------------------------------------------------- | --------------------------------------------------------------------- | --------------------------------------------------------------------- | --------------------------------------------------------------------- |
| 23-3-2016                                                             | Poznań                                                                | Polonia                                                               | 1 – 0                                                                 | Serbia                                                                | Amichevole                                                            | -                                                                     | 74’                                                                   |
| 29-3-2016                                                             | Tallinn                                                               | Estonia                                                               | 0 – 1                                                                 | Serbia                                                                | Amichevole                                                            | -                                                                     | 82’                                                                   |
| 25-5-2016                                                             | Užice                                                                 | Serbia                                                                | 2 – 1                                                                 | Cipro                                                                 | Amichevole                                                            | -                                                                     | 90’                                                                   |
| 14-11-2017                                                            | Ulsan                                                                 | Corea del Sud                                                         | 1 – 1                                                                 | Serbia                                                                | Amichevole                                                            | -                                                                     |                                                                       |
| 27-3-2018                                                             | Londra                                                                | Nigeria                                                               | 0 – 2                                                                 | Serbia                                                                | Amichevole                                                            | -                                                                     | 90+1’                                                                 |
| 7-9-2018                                                              | Vilnius                                                               | Lituania                                                              | 0 – 1                                                                 | Serbia                                                                | UEFA Nations League 2018-2019 - 1º turno                              | -                                                                     | 48’                                                                   |
| 10-9-2018                                                             | Belgrado                                                              | Serbia                                                                | 2 – 2                                                                 | Romania                                                               | UEFA Nations League 2018-2019 - 1º turno                              | -                                                                     |                                                                       |
| 11-10-2018                                                            | Podgorica                                                             | Montenegro                                                            | 0 – 2                                                                 | Serbia                                                                | UEFA Nations League 2018-2019 - 1º turno                              | -                                                                     |                                                                       |
| 14-10-2018                                                            | Bucarest                                                              | Romania                                                               | 0 – 0                                                                 | Serbia                                                                | UEFA Nations League 2018-2019 - 1º turno                              | -                                                                     |                                                                       |
| 17-11-2018                                                            | Belgrado                                                              | Serbia                                                                | 2 – 1                                                                 | Montenegro                                                            | UEFA Nations League 2018-2019 - 1º turno                              | -                                                                     |                                                                       |
| 20-11-2018                                                            | Belgrado                                                              | Serbia                                                                | 4 – 1                                                                 | Lituania                                                              | UEFA Nations League 2018-2019 - 1º turno                              | -                                                                     |                                                                       |
| 20-3-2019                                                             | Wolfsburg                                                             | Germania                                                              | 1 – 1                                                                 | Serbia                                                                | Amichevole                                                            | -                                                                     | 88’                                                                   |
| 25-3-2019                                                             | Lisbona                                                               | Portogallo                                                            | 1 – 1                                                                 | Serbia                                                                | Qual. Euro 2020                                                       | -                                                                     |                                                                       |
| 7-6-2019                                                              | Leopoli                                                               | Ucraina                                                               | 5 – 0                                                                 | Serbia                                                                | Qual. Euro 2020                                                       | -                                                                     |                                                                       |
| 10-6-2019                                                             | Belgrado                                                              | Serbia                                                                | 4 – 1                                                                 | Lituania                                                              | Qual. Euro 2020                                                       | -                                                                     |                                                                       |
| 10-10-2019                                                            | Kruševac                                                              | Serbia                                                                | 1 – 0                                                                 | Paraguay                                                              | Amichevole                                                            | -                                                                     | 61’ 66’                                                               |
| 14-10-2019                                                            | Vilnius                                                               | Lituania                                                              | 1 – 2                                                                 | Serbia                                                                | Qual. Euro 2020                                                       | -                                                                     |                                                                       |
| 14-11-2019                                                            | Belgrado                                                              | Serbia                                                                | 3 – 2                                                                 | Lussemburgo                                                           | Qual. Euro 2020                                                       | -                                                                     |                                                                       |
| 17-11-2019                                                            | Belgrado                                                              | Serbia                                                                | 2 – 2                                                                 | Ucraina                                                               | Qual. Euro 2020                                                       | -                                                                     | 76’                                                                   |
| 3-9-2020                                                              | Mosca                                                                 | Russia                                                                | 3 – 1                                                                 | Serbia                                                                | UEFA Nations League 2020-2021 - 1º turno                              | -                                                                     | 85’                                                                   |
| 6-9-2020                                                              | Belgrado                                                              | Serbia                                                                | 0 – 0                                                                 | Turchia                                                               | UEFA Nations League 2020-2021 - 1º turno                              | -                                                                     | 61’                                                                   |
| 8-10-2020                                                             | Oslo                                                                  | Norvegia                                                              | 1 – 2 dts                                                             | Serbia                                                                | Qual. Euro 2020                                                       | -                                                                     | 80’                                                                   |
| 14-10-2020                                                            | Istanbul                                                              | Turchia                                                               | 2 – 2                                                                 | Serbia                                                                | UEFA Nations League 2020-2021 - 1º turno                              | -                                                                     |                                                                       |
| 12-11-2020                                                            | Belgrado                                                              | Serbia                                                                | 1 – 1 dts (4 – 5 dtr)                                                 | Scozia                                                                | Qual. Euro 2020                                                       | -                                                                     | 70’                                                                   |
| 15-11-2020                                                            | Budapest                                                              | Ungheria                                                              | 1 – 1                                                                 | Serbia                                                                | UEFA Nations League 2020-2021 - 1º turno                              | -                                                                     | 31’ 62’                                                               |
| 18-11-2020                                                            | Belgrado                                                              | Serbia                                                                | 5 – 0                                                                 | Russia                                                                | UEFA Nations League 2020-2021 - 1º turno                              | -                                                                     | 46’                                                                   |
| 24-3-2021                                                             | Belgrado                                                              | Serbia                                                                | 3 – 2                                                                 | Irlanda                                                               | Qual. Mondiali 2022                                                   | -                                                                     | 63’                                                                   |
| 27-3-2021                                                             | Belgrado                                                              | Serbia                                                                | 2 – 2                                                                 | Portogallo                                                            | Qual. Mondiali 2022                                                   | -                                                                     | 46’ 57’                                                               |
| 30-3-2021                                                             | Baku                                                                  | Azerbaigian                                                           | 1 – 2                                                                 | Serbia                                                                | Qual. Mondiali 2022                                                   | -                                                                     | 64’                                                                   |
| 6-6-2021                                                              | Miki                                                                  | Giamaica                                                              | 1 – 1                                                                 | Serbia                                                                | Amichevole                                                            | -                                                                     | 64’                                                                   |
| 11-6-2021                                                             | Kobe                                                                  | Giappone                                                              | 1 – 0                                                                 | Serbia                                                                | Amichevole                                                            | -                                                                     | 78’                                                                   |
| 1-9-2021                                                              | Debrecen                                                              | Qatar                                                                 | 0 – 4                                                                 | Serbia                                                                | Amichevole                                                            | -                                                                     | 63’                                                                   |
| 4-9-2021                                                              | Belgrado                                                              | Serbia                                                                | 4 – 1                                                                 | Lussemburgo                                                           | Qual. Mondiali 2022                                                   | -                                                                     | 90+1’                                                                 |
| 7-9-2021                                                              | Dublino                                                               | Irlanda                                                               | 1 – 1                                                                 | Serbia                                                                | Qual. Mondiali 2022                                                   | -                                                                     | 83’                                                                   |
| 9-10-2021                                                             | Lussemburgo                                                           | Lussemburgo                                                           | 0 – 1                                                                 | Serbia                                                                | Qual. Mondiali 2022                                                   | -                                                                     | 87’                                                                   |
| 12-10-2021                                                            | Belgrado                                                              | Serbia                                                                | 3 – 1                                                                 | Azerbaigian                                                           | Qual. Mondiali 2022                                                   | -                                                                     | 88’                                                                   |
| 11-11-2021                                                            | Belgrado                                                              | Serbia                                                                | 4 – 0                                                                 | Qatar                                                                 | Amichevole                                                            | -                                                                     | 47’                                                                   |
| 5-6-2022                                                              | Belgrado                                                              | Serbia                                                                | 4 – 1                                                                 | Slovenia                                                              | UEFA Nations League 2022-2023 - 1º turno                              | -                                                                     |                                                                       |
| 12-6-2022                                                             | Lubiana                                                               | Slovenia                                                              | 2 – 2                                                                 | Serbia                                                                | UEFA Nations League 2022-2023 - 1º turno                              | -                                                                     | 85’                                                                   |
| 18-11-2022                                                            | Riffa                                                                 | Bahrein                                                               | 1 – 5                                                                 | Serbia                                                                | Amichevole                                                            | -                                                                     | 70’                                                                   |
| 24-11-2022                                                            | Lusail                                                                | Brasile                                                               | 2 – 0                                                                 | Serbia                                                                | Mondiali 2022 - 1º turno                                              | -                                                                     | 84’                                                                   |
| 28-11-2022                                                            | Al Wakrah                                                             | Camerun                                                               | 3 – 3                                                                 | Serbia                                                                | Mondiali 2022 - 1º turno                                              | -                                                                     |                                                                       |
| 2-12-2022                                                             | Doha                                                                  | Serbia                                                                | 2 – 3                                                                 | Svizzera                                                              | Mondiali 2022 - 1º turno                                              | -                                                                     | 68’                                                                   |
| 20-6-2023                                                             | Razgrad                                                               | Bulgaria                                                              | 1 – 1                                                                 | Serbia                                                                | Qual. Euro 2024                                                       | -                                                                     | 81’                                                                   |
| 7-9-2023                                                              | Belgrado                                                              | Serbia                                                                | 1 – 2                                                                 | Ungheria                                                              | Qual. Euro 2024                                                       | -                                                                     | 64’                                                                   |
| 17-10-2023                                                            | Belgrado                                                              | Serbia                                                                | 3 – 1                                                                 | Montenegro                                                            | Qual. Euro 2024                                                       | -                                                                     | 68’                                                                   |
| 15-11-2023                                                            | Lovanio                                                               | Belgio                                                                | 1 – 0                                                                 | Serbia                                                                | Amichevole                                                            | -                                                                     |                                                                       |
| 19-11-2023                                                            | Leskovac                                                              | Serbia                                                                | 2 – 2                                                                 | Bulgaria                                                              | Qual. Euro 2024                                                       | -                                                                     | 85’                                                                   |
| 4-6-2024                                                              | Vienna                                                                | Austria                                                               | 2 – 1                                                                 | Serbia                                                                | Amichevole                                                            | -                                                                     | 43’                                                                   |
| 12-10-2024                                                            | Leskovac                                                              | Serbia                                                                | 2 – 0                                                                 | Svizzera                                                              | UEFA Nations League 2024-2025 - 1º turno                              | -                                                                     |                                                                       |
| 15-10-2024                                                            | Cordova                                                               | Spagna                                                                | 3 – 0                                                                 | Serbia                                                                | UEFA Nations League 2024-2025 - 1º turno                              | -                                                                     |                                                                       |
| 15-11-2024                                                            | Zurigo                                                                | Svizzera                                                              | 1 – 1                                                                 | Serbia                                                                | UEFA Nations League 2024-2025 - 1º turno                              | -                                                                     |                                                                       |
| 18-11-2024                                                            | Leskovac                                                              | Serbia                                                                | 0 – 0                                                                 | Danimarca                                                             | UEFA Nations League 2024-2025 - 1º turno                              | -                                                                     |                                                                       |
| 20-3-2025                                                             | Vienna                                                                | Austria                                                               | 1 – 1                                                                 | Serbia                                                                | UEFA Nations League 2024-2025 - Play-off                              | -                                                                     |                                                                       |
| 23-3-2025                                                             | Belgrado                                                              | Serbia                                                                | 2 – 0                                                                 | Austria                                                               | UEFA Nations League 2024-2025 - Play-off                              | 1                                                                     | 17’                                                                   |
| 7-6-2025                                                              | Tirana                                                                | Albania                                                               | 0 – 0                                                                 | Serbia                                                                | Qual. Mondiali 2026                                                   | -                                                                     | 87’                                                                   |
| Totale                                                                |                                                                       | Presenze                                                              | 56                                                                    |                                                                       | Reti                                                                  | 1                                                                     |                                                                       |

## Palmarès

### Club
- Supercoppa del Kazakistan: 1

Astana: 2015
- Qazaqstan Prem'er Ligasy: 2

Astana: 2015, 2016
- Coppa del Kazakistan: 1

Astana: 2016

### Nazionale
- Campionato europeo Under-19: 1

2013
- Campionato mondiale Under-20: 1

2015